# (73589) 1114 T-2
(73589) 1114 T-2 – planetoida z pasa głównego asteroid okrążająca Słońce w ciągu 3,72 lat w średniej odległości 2,4 j.a. Odkryta 29 września 1973 roku.